# 1240-ві
Високе Середньовіччя •  Золота доба ісламу •  Реконкіста  •  Монгольська імперія

## Події

### Русь
Після захоплення Києва 1240 року татаро-монгольське нашестя прокотилося землями Галицько-Волинського князівства й пішло далі в Польщу й Угорщину. Намагання князів Данила Романовича та Михайла Чернігівського знайти підтримку на Заході зазнало невдачі. Наслідком монгольського завоювання стала необхідність князям отримувати в Орді ярлик на княжіння. Поїздки в Орду закінчилися вбивством Михайла Чернігівського та володимирського князя Ярослава Всеволодовича.
Новгородський князь Олександр Ярославич (Невський) після перемоги проти шведів у Невській битві 1240 року здобув, 1242 року перемогу над лицарями Лівонського ордену у битві на Чудському озері. Під кінець десятиліття він отримав від монголів ярлик на княжіння в Києві, однак княжіння в розореному місті його не приваблювало.
У другій половині десятиліття Данило Романович утвердився в Галичі. 1244 року він завдав поразки Ростиславу Михайловичу, а 1245 року — угорсько-польським військам у битві під Ярославом. Згодом він замирився з угорським королем Белою IV. Під кінець десятиліття Данило Романович успішно воював проти ятвягів та литви.
Написано «Слова про погибель Руської землі» — твір, у жанрі плачу за квітучою Руської землею, погубленою монголо-татарським нашестям.

### Європа
У Священній Римській імперії продовжувалося протистояння між Святим престолом та імператором Фрідріхом II. Прибічників пап називали гвельфами, прибічників імператора — гібелінами. Боролася за свою незалежність Ломбардська ліга. Папі римському Іннокентію IV довелося покинути Рим й тікати до Ліона, де він скликав Перший Ліонський собор.
На Ліонському соборі було оголошено Сьомий хрестовий похід, організацію якого взяв на себе французький король Людовик IX. Похід провалився. Хрестоносці вирішили піти на Єгипет, захопили Дам'єтту, але далі Людовик IX потрапив у полон до мамлюків, і звільнився тільки після виплати значного викупу. Одним із наслідків походу стало те, що мамлюки захопили владу в Єгипті.
Ліонський собор відлучив від церкви імператора Фрідріха II і португальського короля Саншу II. У Португалії це відлучення призвело до бунту й повалення короля, якого змінив Афонсо III.
1243 року краківським князем на тривалий час став Болеслав V Сором'язливий.
В Австрії зі смертю герцога Фрідріха II обірвалася династія Бабенбергів. Почалася боротьба за герцогство між правителями Баварії, Богемії та Угорщини.
Друге Болгарське царство почало занепадати після смерті Івана Асеня II. Його змінювали Коломан I Асень та Михайло I Асень, обидва неповнолітні. Ослабленням Болгарії скористалася Нікейська імперія, захопивши Фракію, Македонію, Фессалоніки й підпорядкувавши Епірський деспотат.
У Швеції владу захопив Біргер Ярл із роду Фолькунгів. Спочатку він був регентом при Еріку XI Еріксону, а потім при синові Вальдемарі I. Швеція захопила значну частину Фінляндії, насаджуючи християнство.
Продовжувалася Реконкіста. Християнські королівства захопили Севілью, Аліканте та інші міста. У руках у маврів залишилася тільки невелика територія на півдні півострова.

### Монгольська імперія
Спустошивши Київську Русь монголи пішли далі на захід. 1241 року вони завдали поразки польсько-німецьким військам біля Легниці та угорським військам на Шайо. Однак, отримавши звістку про смерть великого хана Угедея, монголи повернули назад. На курултаї 1242 року новим великим ханом було обрано Гуюка, а доки він залишався малолітнім, імперією правила Торогене-хатун. Хан Батий зупинився на Волзі в Сараї, який став столицею Золотої Орди.
Інший загін монголів 1243 року завдав поразки війську Румського султанату в битві під Кесе-дагом. Правитель Кілікійської Вірменії Хетум I вирішив не чинити опору й визнав зверхність монголів, уклавши з ними угоду.
Одним з наслідків завоювань монголів стало те, що шеститисячний загін хорезмців, утікаючи від завойовників, 1244 року захопив Єрусалим. Потім, у союзі з єгипетськими військами, хорезмці завдали поразки хрестоносцям у Газі, що зумовило заклик папи римського до Сьомого хрестового походу. Успіх хорезмців був тимчасовим, зрештою їх розтрощили колишні союзники єгиптяни.
У 1245-1247 роках столицю монголів Каракорум відвідав за дорученням папи римського європейський місіонер Джованні да Плано Карпіні.
Великий хан Гуюк досяг повноліття 1246 року, але наступного року він помер, й до нового курултаю справи імперії взяла в свої руки його вдова Огул-Гаймиш.

## Культура й наука
- Почалася відбудова Кельнського собору.
- У Парижі збудовано Сент-Шапель для зберігання тернового вінця.
- Роджер Бекон уперше в Європі опублікував формулу пороху.
- Альберт Великий виділив новий метал Арсен.
- В Англії засновано Вефлеємський королівський госпіталь — Бедлам.
- Китайський медик Сун Ци опублікував «Зібрання звітів про зняття несправедливих звинувачень», трактат із судової медицини.
- Китайський математик Цінь Цзюшао опублікував китайську теорему про залишки.

## Померли
- 1240 — в обложеному татарами Києві загинув митрополит Київський Йосип.
- 30 вересня 1246 — в ставці Великого хана Гуюка в Каракорумі (Монголія) отруєно князя Ярослава ІІІ Всеволодовича Київського і Владимирського, разом з боярином Федором. Обидва канонізовані православною церквою як мученики за віру.